# Жълтоопашата кехлибарена риба
Жълтоопашатите кехлибарени риби (Seriola lalandi) са вид актиноптери от семейство Сафридови (Carangidae).
Те са незастрашен вид.
Таксонът е описан за пръв път от Ашил Валансиен през 1833 година.